# مشکلات پیش‌پاافتاده (ترانه تیلور سوئیفت)
«مشکلات پیش‌پاافتاده» (انگلیسی: Champagne Problems) ترانه‌ای است که توسط خواننده-ترانه‌سرای آمریکایی تیلور سوئیفت ضبط شده‌است. این دومین قطعه از نهمین آلبوم استودیویی سوئیفت با عنوان همیشگی (۲۰۲۰) است، که در ۱۱ دسامبر ۲۰۲۰ از طریق ریپابلیک رکوردز منتشر شد. این ترانه توسط سوئیفت و جو آلوین (با نام مستعار ویلیام بووری) نوشته شده و توسط سوئیفت و آرون دسنر تهیه شده‌است.
«مشکلات پیش پا افتاده» تصنیفی لوفی است که از نگاه یک دوست دختر سخت کار می‌کند و پیشنهاد جدی ازدواج عاشق خود را که در اطراف ریف و پیانو ساخته شده‌است، رد می‌کند. پس از انتشار همیشگی، این آهنگ در جدول بیلبورد هات ۱۰۰ رتبه ۲۱ را به دست آورد و در لیست ده آهنگ برتر کانادا و ایرلند و بیست آهنگ برتر در استرالیا، سنگاپور و انگلستان قرار گرفت.